# Alessandro Di Battista
Alessandro Di Battista (Róma, 1978. augusztus 4.-) olasz politikus a Képviselőházban és az 5 Csillag Mozgalom tagja.

## Élete
Rómában született, szülei a Viterbo megyei Civita Castellanaról származnak. Édesapja, Vittorio Di Battista , aki az Olasz Szociális Mozgalom egyik önkormányzati tanácsosa volt. A Liceo Scientifico Farnesina reálgimnáziumban érettségizett. Ezt követően a római Universitá di Roma Tre egyetemen diplomázott zene- és művészettörténeti szakon. Mesterképzésen a Római Sapienza Egyetemen nemzetközi emberi jogvédő szakon végzett. 
Tanulmányai után egy évig Guatemalaban dolgozott, ahol bennszülöttek oktatásával foglalkozott.
2008-ban Kongóban oktatott, ettől az évtől az UNESCO élelmezési jogával foglalkozott volt. Ezenfelül együttműködött a szervezet olaszországi tanácsával menekültek megsegítéségben.
2010-ben beutazta Argentínát, Chilét, Paraguayt, Bolíviát, Ecuadort, Kolumbiát, Panamát, Costa Ricat, Nicaraguat, Guatemalat és Kubát, hogy megírja Sulle nuove politiche continentali című könyvét.
2011 óta Beppe Grillo blogjában publikál, ahol megírta az ENEL olasz gázipari vállalat Guatemalaban okozott katasztrófát, ami miatt parlamenti vizsgálóbizottság jött létre.

### Politikai tevékenysége
2008-ban az Amici di Beppe Grillo (Beppe Grillo barátai) listán jelölteti magát a római helyhatósági választásokon. Később belépett az 5 Csillag Mozgalomba, aminek Lazio tartományi szóvivője lett. 2012. december 3–6-a között a párton belül megválasztották a 2013-as parlamenti választásokra a párt választási listájára a jelölteken, amin a 4. helyezett lett,a parlamenti választásokon pedig elnyerte Lazio 1-es választókerületét. 2013 és 2015 között az olasz parlament külügyi bizottságának alelnöke volt.
2016. augusztus 7.-én indította el választási kampányát, melynek során motorral járja be Olaszországot, hogy a »NEM« szavazás mellett érveljen a 2016-os olaszországi alkotmányos népszavazás kapcsán.

## Konfliktusok személye körül
- 2014. május 20.-án a La7 csatorna Bersaglio Mobile című talk showjában maffiózónak nevezte Giuseppe Civati és Gianni Cuperlo Demokrata párti képviselőket.[8]
- 2015. február 14.-én a The New York Times egy cikkében Di Battistara is hivatkozott amikor a 2014. év legnagyobb hazugságairól beszélt. Di Battista egy római Circus Maximusnál tartott tüntetésen azt mondta, hogy hazugság hogy az egészségügyi miniszter Beatrice Lorenzin szerint Nigéria "békés ország". Di Battista erre reagálva azt állította, hogy "Nigéria 60%-át a Boko Haram, a többi részét pedig az Ebola uralja". Az Egészségügyi Világszervezet tagadta Di Battista ebolára vonatkozó megállapítását.[9][10]

## Fordítás
- Ez a szócikk részben vagy egészben  az   Alessandro Di Battista című olasz Wikipédia-szócikk ezen változatának fordításán alapul.  Az eredeti cikk szerkesztőit annak laptörténete sorolja fel. Ez a jelzés csupán a megfogalmazás eredetét és a szerzői jogokat jelzi, nem szolgál a cikkben szereplő információk forrásmegjelöléseként.